# 十字石
十字石（じゅうじせき、じゅうじいし、英: Staurolite）は、化学式Fe2+2Al9O6(SiO4)4(O,OH)2で表される単斜晶系のネソケイ酸塩鉱物である。赤褐色から黒色で、条痕は白色。モース硬度は7-7.5。Fe2+の一部がMg、Zn、Mnに、AlがFe3+に置き換わることがある。  

## 物性
十字石はしばしば十字状の双晶を形成する。肉眼で見える大きさの十字石の結晶は角柱状である。十字石はしばしば斑状変晶を形成する。 
十字石を薄片で観察すると光学的に連続した双晶として見え、1次の低い複屈折を示す。鑑定はスイスチーズの穴のように見える石英包有物（ポイキリティック石英）と、斑状変晶としての特徴によって行うことができる。

## 名称
十字石という名前はしばしば見られる十字状の双晶から名付けられた。英語名のstauroliteはギリシャ語で十字を意味するstaurosと石を意味するlithosに由来する。 

## 産出
十字石は、中変成度から高変成度の広域変成岩に産する鉱物である。鉄礬柘榴石、雲母、藍晶石、曹長石、珪線石と共に産する。 
十字石はジョージア州の州の鉱物であり、スイスのレポンティンアルプスにも産する。 
十字石が最もよく見られるのはジョージア州ファニン郡である。十字石はバージニア州パトリック郡のフェアリーストーン州立公園（公園の名前は十字石の現地の名称に由来）、アイダホ州のアイランドパーク、ニューメキシコ州のタオス郡、ミネソタ州のブランチャードダム付近、ノルウェーのセルブ郡にも見られる。
日本では富山県黒部市宇奈月町で産出し、天然記念物に指定されている。しかし結晶は小さい。

## 利用
十字石は、岩石が経験した温度圧力条件を推定するための指標鉱物として用いられる。 